# Остбеферн
Остбеферн (нім. Ostbevern) — сільська громада в Німеччині, знаходиться в землі Північний Рейн-Вестфалія. Підпорядковується адміністративному округу Мюнстер. Входить до складу району Варендорф.
Площа — 89,44 км2. Населення становить 11 116 ос. (станом на 31 грудня 2020).